# 蜀增一
蜀增一 （巨蛇座λ，λ Ser）是在巨蛇座這個星座頭部的一顆恆星。它的視星等為4.43等，使它成為肉眼可見的恆星。依據依巴谷衛星測量的視差，估計這顆恆星與地球的距離大約是39.5光年（12.1秒差距）。僅管它與太陽有相似的恆星分類，但它比太陽更大，質量也更重。它的光度幾乎是太陽的兩倍，這些能量是來自這顆恆星的外層大氣層在有效溫度5,884K的輻射。
蜀增一的徑向速度方向是朝向太陽，其值為66.4Kms−1。大約再166,000年，這個系統將接近太陽至7.371正負0.258光年（2.260正負0.079秒差距）的距離，之後再遠離而去。
Morbey和Griffith（1887年）懷疑它有1837（5.03年）的週期變化，但它可能是有限的恆星活動。然而麥克唐納天文台的團隊已經假設它可能有一或多顆行星存在，設定行星的質量在0.16至2木星質量，在0.05和5.2天文單位的距離環繞著蜀增一。

## 進階讀物
- Wittenmeyer, R. A.;  et al. . Astronomical Journal. 2006, 132 (1): 177–188. Bibcode:2006AJ....132..177W. arXiv:astro-ph/0604171 . doi:10.1086/504942.